# Steel Authority of India
Steel Authority of India Limited (SAIL) ist der größte Stahlerzeuger Indiens.
SAIL ist ein staatseigener Betrieb der indischen Regierung. Das Unternehmen wurde am 2. Dezember 1972 gegründet. Das Unternehmen ging aus der Hindustan Steel Limited (HSL) hervor, mit welcher am 14. Januar 1954 die indische Stahlindustrie nach der Selbständigkeit von 1947 gegründet wurde. SAIL beschäftigt noch ca. 115.000 Mitarbeiter (Stand: 2010) und produzierte damit im Jahre 2006/07 12,6 Millionen Tonnen verkaufbaren Stahl. Lt. dem Geschäftsbericht vom September 2010 steigt die Produktion bei sinkender Beschäftigtenzahl. Der Umsatz betrug 2009 439.350 Millionen indische Rupien, was zum Stand Ende 2010 ca. 10 Milliarden Euro entspricht.
Auch für die Zukunft (nach 2010) sind große Investitionen geplant, um den steigenden Bedarf der indischen Wirtschaft weiterhin aus dem eigenen Land decken zu können. Bereits bestellt sind Investitionen im Umfang von 487.100 Millionen indischen Rupien (ca. 8 Milliarden Euro)
Stahlwerke von SAIL befinden sich in Bhilai, Bokaro, Burnpur (nahe Asansol), Chandrapur, Durgapur, Rourkela und Salem.
Am Standort Bhilai im Bundesstaat Chhattisgarh wird ein neues Stahlwerk bis 2011 entstehen, wofür Siemens drei Konverter zur Erzeugung von vier Millionen Tonnen Rohstahl pro Jahr, die dazugehörige Elektro- und Automatisierungstechnik und Anlagen für die Primär- und Sekundärentstaubung sowie zur Rückgewinnung der Konvertergase liefert. 2012 gründete man mit Kobe Steel ein Joint Venture, um ein Stahlwerk in Indien zu errichten und zu betreiben.